# Macreupoca
Macreupoca là một chi bướm đêm thuộc họ Crambidae.